# Нарва-Йыэсуу
На́рва-Йы́эсуу (эст. Narva-Jõesuu), до 1912 года — Гу́нгербург (нем. Hungerburg), в 1912—1917 годах — Усть-Нарова, также Усть-Нарва — город-курорт на северо-востоке Эстонии в уезде Ида-Вирумаа. Статус города получил в 1993 году. 
После административно-территориальной реформы 2017 года Нарва-Йыэсуу стал внутримуниципальным городом и вошёл в одноимённый муниципалитет Нарва-Йыэсуу.

## География и климат

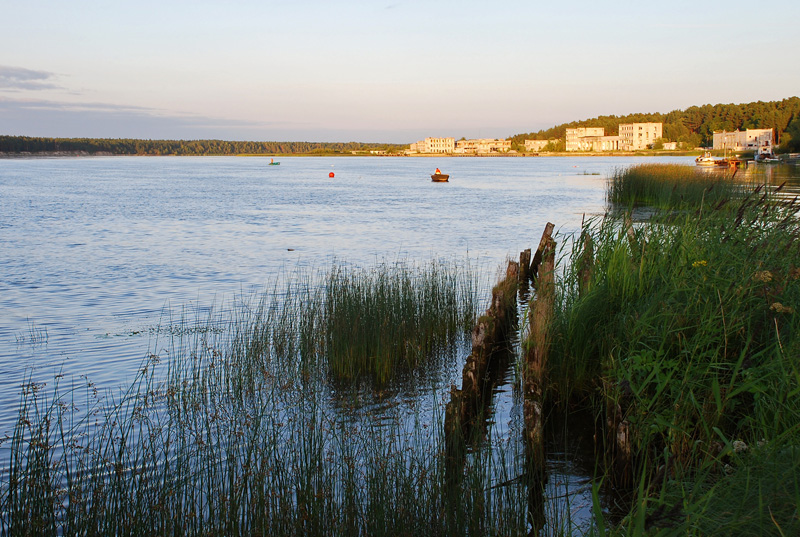
Река Нарва в районе Нарва-Йыэсуу

Расположен у впадения реки Нарва в Нарвский залив, в 14 км к северу от города Нарва. Высота над уровнем моря — 23 метра.
Протяженность курорта по берегу реки 3,5 километра, вдоль залива — 6 километров. Между постройками и береговой чертой пролегает полоса песчаных дюн, поросших сосновым лесом.
Климатический приморский курорт. Лето умеренно тёплое (средняя температура июля 17 °C), зима мягкая (средняя температура января −7 °C); осадков 680 мм в год. Мелкопесчаный пляж протяжённостью до 10 км — самый большой морской пляж в Эстонии. Содержание минеральных солей в морской воде незначительно — 0,5 %.
В начале XXI века летняя температура сильно выросла, были даже дни, когда она достигала 30−35 °C. 7 августа 2010 года в Нарва-Йыэсуу зафиксировали температуру +35,4 °C. Рекордно тёплым месяцем был июль 2010 года, его средняя температура составила +23,4 °C.

## Население
По данным переписи населения 2021 года, в Нарва-Йыэсуу проживали 2536 человек, из них 322 (12,7 %) — эстонцы.
Численность населения Нарва-Йыэсуу:
| Год  | 1922 | 1938   | 1959   | 1970   | 1989   | 2000   | 2011   | 2021   |
| ---- | ---- | ------ | ------ | ------ | ------ | ------ | ------ | ------ |
| Чел. | 2336 | ↘ 1462 | ↗ 2751 | ↗ 3527 | ↗ 3754 | ↘ 2983 | ↘ 2632 | ↘ 2536 |

По состоянию на 1 января каждого года:
| Год  | 2015   | 2016   | 2017   | 2018   | 2019   | 2020   | 2021   | 2022   |
| ---- | ------ | ------ | ------ | ------ | ------ | ------ | ------ | ------ |
| Чел. | ↗ 2669 | ↘ 2615 | ↗ 2651 | ↘ 2644 | ↘ 2620 | ↗ 2681 | ↘ 2664 | ↘ 2536 |

### Данные переписи 2011 года
По данным переписи населения 2011 года, в Нарва-Йыэсуу проживали 2632 человека, из них 340 (12,9 %) — эстонцы.

### Данные переписи 2021 года
По данным переписи населения Эстонии 2021 года в городе проживали 2536 человек, из них 1961 чел. (77,33 %) — русские, 322 чел. (12,7 %) — эстонцы, 79 чел. (3,12 %) — украинцы, 54 чел. (2,13 %) — белорусы, 28 чел. (1,1 %) — финны, 14 чел. (0,55 %) — немцы, 11 чел. (0,43 %) — латыши, 7 чел. (0,28 %) — евреи, 5 чел. (0,2 %) — татары, 4 чел. (0,16 %) — поляки, 3 чел. (0,12 %) — армяне, 43 чел. (1,7 %) — лица других национальностей, национальность 3 человек (0,12 %) неизвестна.
Доля населения старше 65 лет в структуре населения города составляла 33,52 % населения (850 чел.), а доля населения младше 14 лет составляла 10,69 % (271 чел.).
Из 2536 жителей города граждане Эстонии — 57,69 % (1463 чел.), граждане России — 27,76 % (704 чел.), лица без гражданства — 11,16 % (283 чел.), граждане других стран — 3,35 % (85 чел.), гражданство 3 человек (0,12 %) неизвестно.
77,33 % населения города составляют русские, таким образом, в Нарва-Йыэсуу проживает 0,62 % всех русских Эстонии. В городе проживает 0,86 % (704 чел.) всех граждан России, проживающих в Эстонии, и 0,42 % (283 чел.) всех апатридов Эстонии.
По данным переписи населения Эстонии 2021 года в городе проживало 2536 человек, из них для 2251 человека (88,76 % населения Нарва-Йыэсуу) русский язык был родным, а для 222 человек (8,75 % населения Нарва-Йыэсуу) эстонский язык был родным, для 16 человек (0,63 % населения Нарва-Йыэсуу) украинский язык был родным, для 7 человек (0,28 % населения Нарва-Йыэсуу) финский язык был родным, для 5 человек (0,2 % населения Нарва-Йыэсуу) белорусский язык был родным, для 4 человек (0,16 % населения Нарва-Йыэсуу) немецкий язык был родным, для 4 человек (0,16 % населения Нарва-Йыэсуу) латышский язык был родным, для 3 человека (0,12 % населения Нарва-Йыэсуу) английский язык был родным, для 3 человек (0,12 % населения Нарва-Йыэсуу) испанский язык был родным, для 19 человек (0,75 % населения Нарва-Йыэсуу) другой язык был родным, для 4 человека (0,16 % населения Нарва-Йыэсуу) родной язык неизвестен.

## Исторические названия
С конца XVII века упоминаются местечки Гунгербург (1695 Hunger-Burg, Hungerborg) и Магербург (1695 Mager-Burg, Magerborg) на обоих берегах реки Нарвы. В 1799 году таможня, находившаяся в Магербурге, была перенесена на левый берег реки Нарвы, и после этого поселение начало расти.
В пределах Нарва-Йыэсуу находятся также местечки Ауга (эст. Auga, объединена с Нарва-Йыэсуу в 1913 году), Метски (эст. Metski, нем. Schmetzke) и бо́льшая часть Мерикюла (эст. Meriküla). Магербург также имел эстонское название Суудме (эст. Suudme, упоминается в 1936 году), а в 1939 году — эстонизированное Неэмеранд (эст. Neemerand); в настоящее время это место пустует.
Специалисты Института эстонского языка для объяснения происхождения немецких топонимов приводят следующие параллели:  hunger — «голод», mager – «худой», «тощий».
- Jegge Suu — 1759 год[20].
- На́рва-Мю́ндунг (нем. Narwa-Mündung)
- Гунгербург до 1912 гг. (нем. Hungerburg, Flecken)[5]
- Усть-Нарова — 1912—1917 гг.
- Гунгербург (нем. Hungerburg) — официальное название до 1921 года.
- Нарва-Йыэсуу (эст. Narva-Jõesuu) — 1921—1923
- С 1923 по 1928(?) год — официальное эстонское название Нароова-Йыэсуу (эст. Naroova-Jõesuu)[21].
- Нарва-Йыэсуу (эст. Narva-Jõesuu) — с 1928(?) по настоящее время.

## История

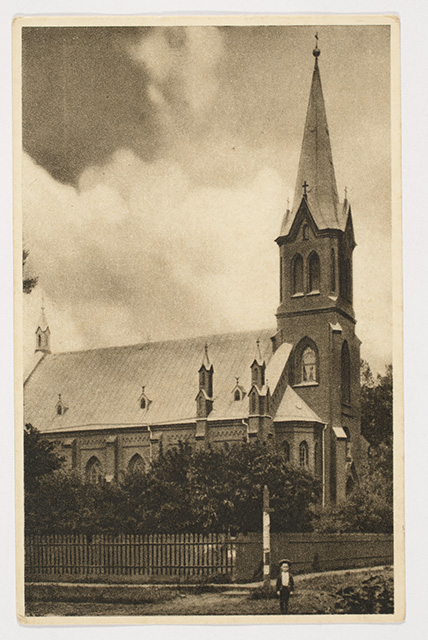
Кирха св. Николая (утрачена в 1944 году)

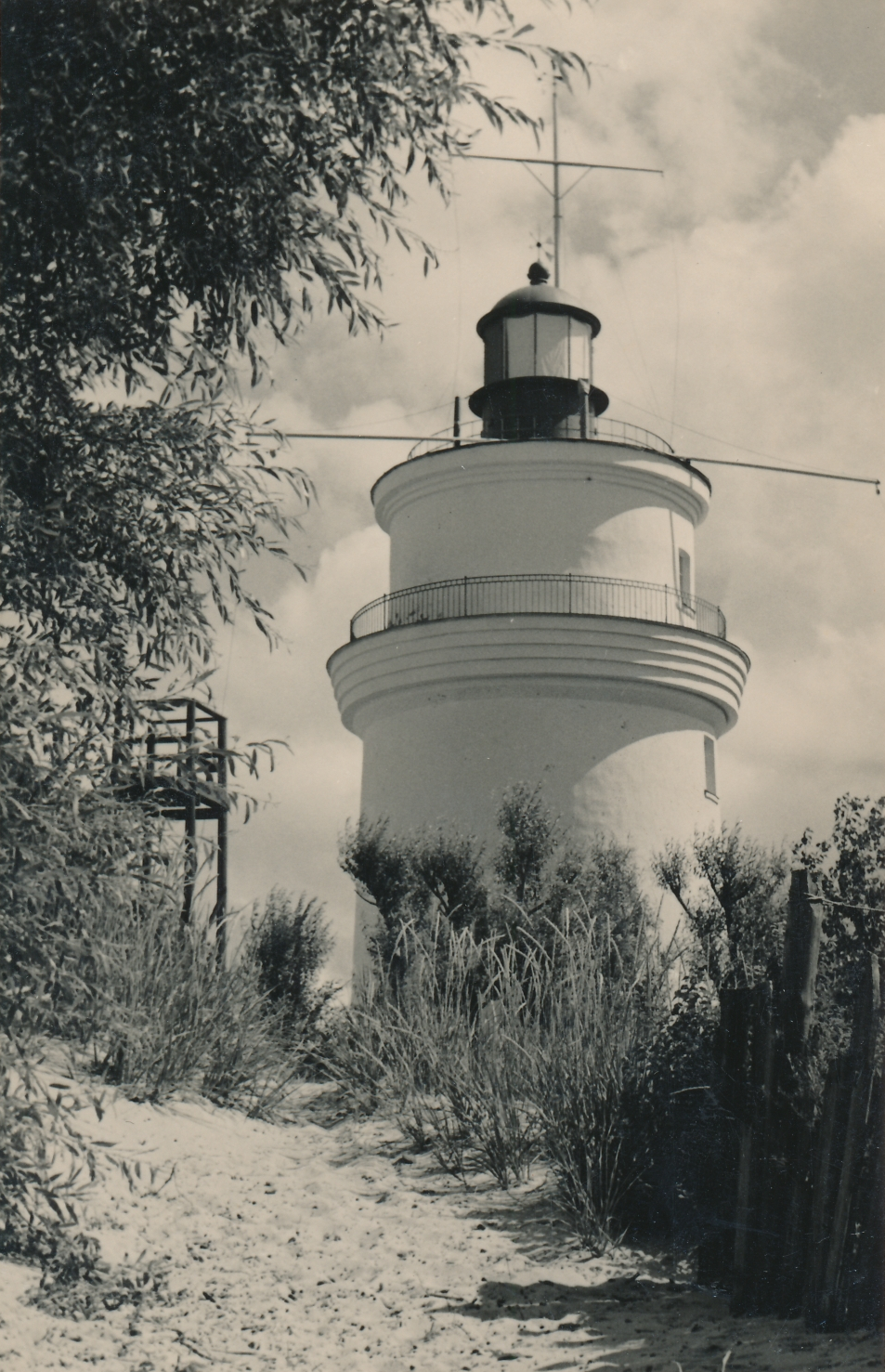
Старый маяк Нарва-Йыэсуу

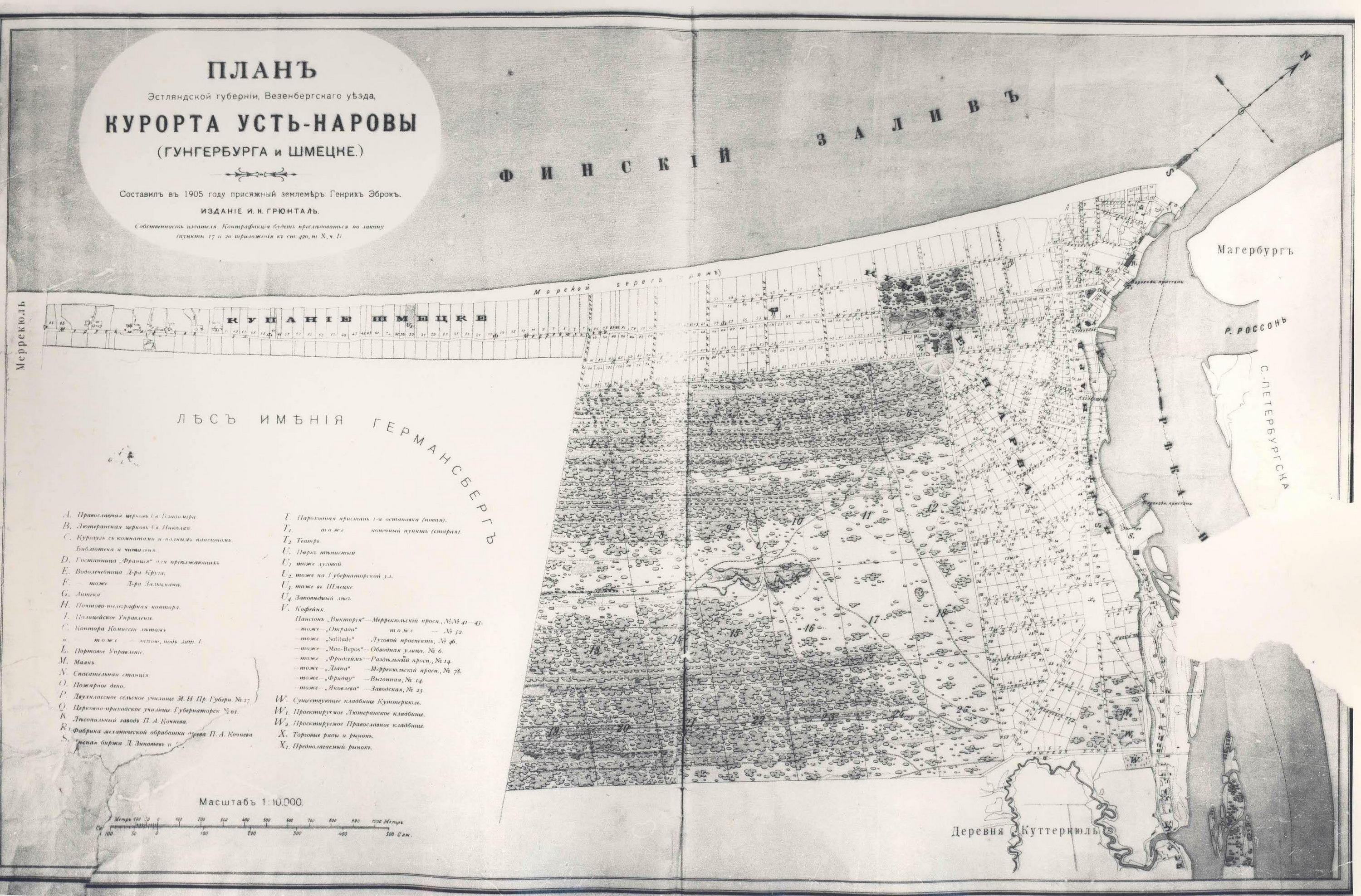
Карта Гунгербурга 1905 года

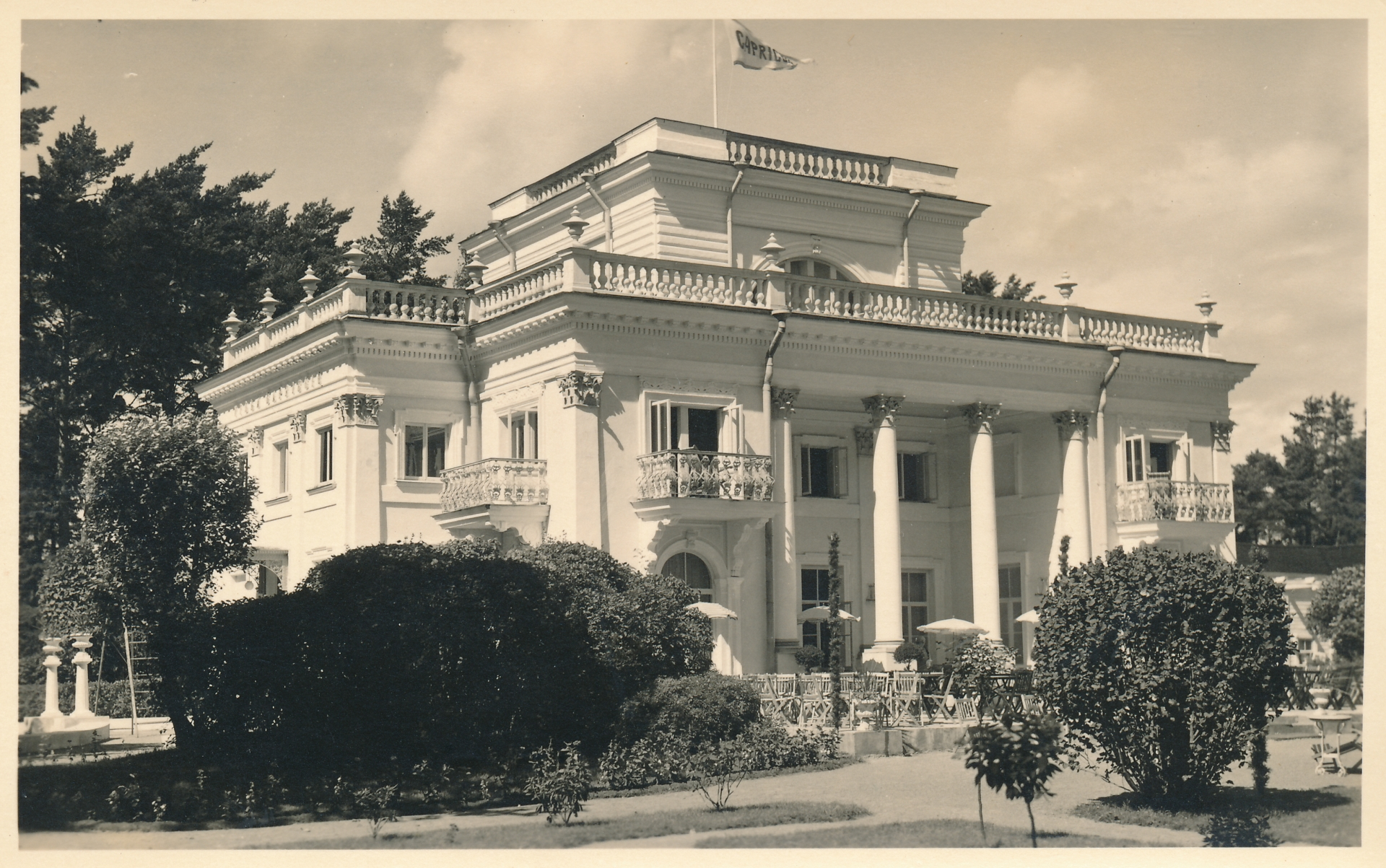
Вилла Каприччио в 1940 году, построена в 1874 году. Утрачена во время II мировой войны

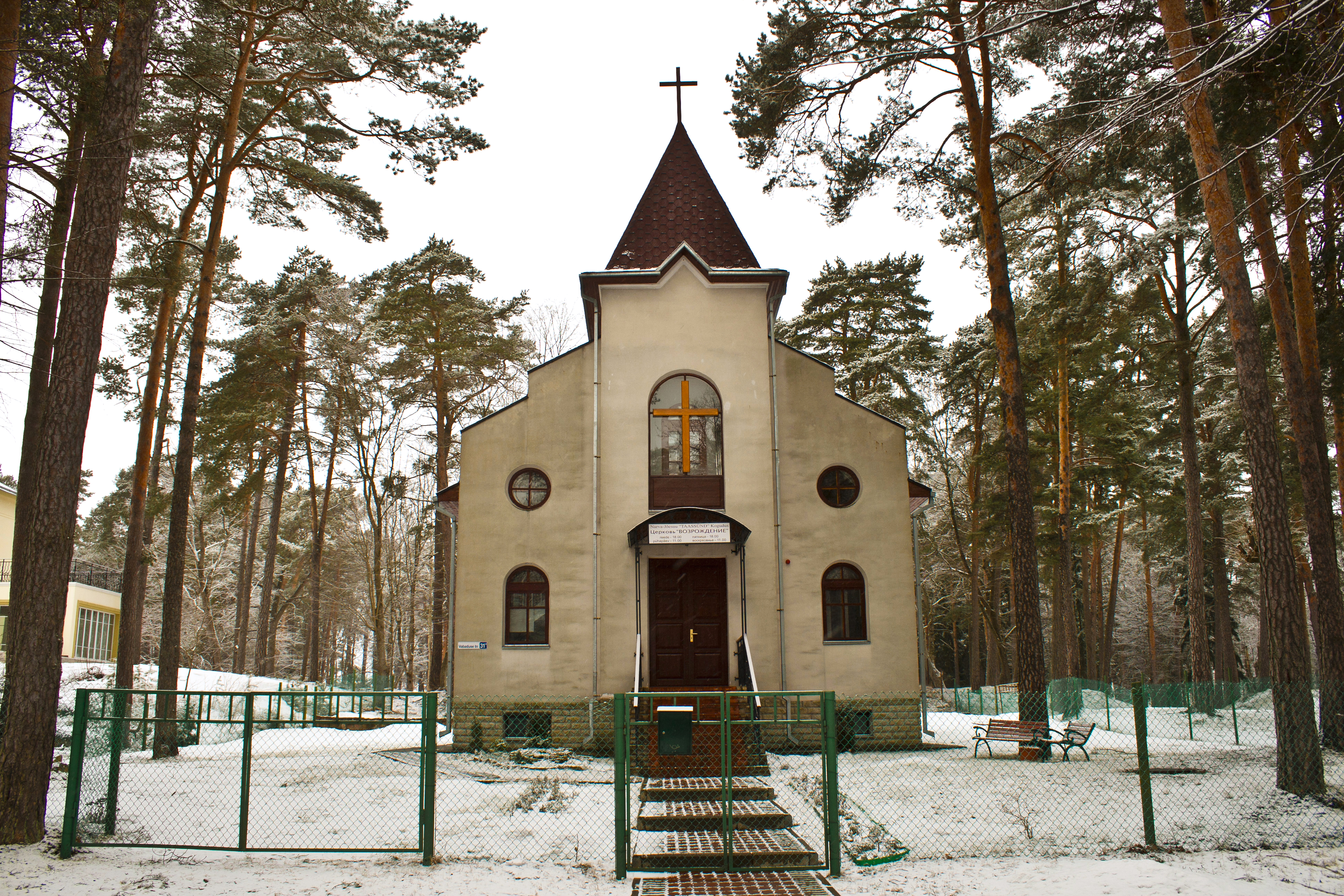
Кирха в Нарва-Йыэсуу

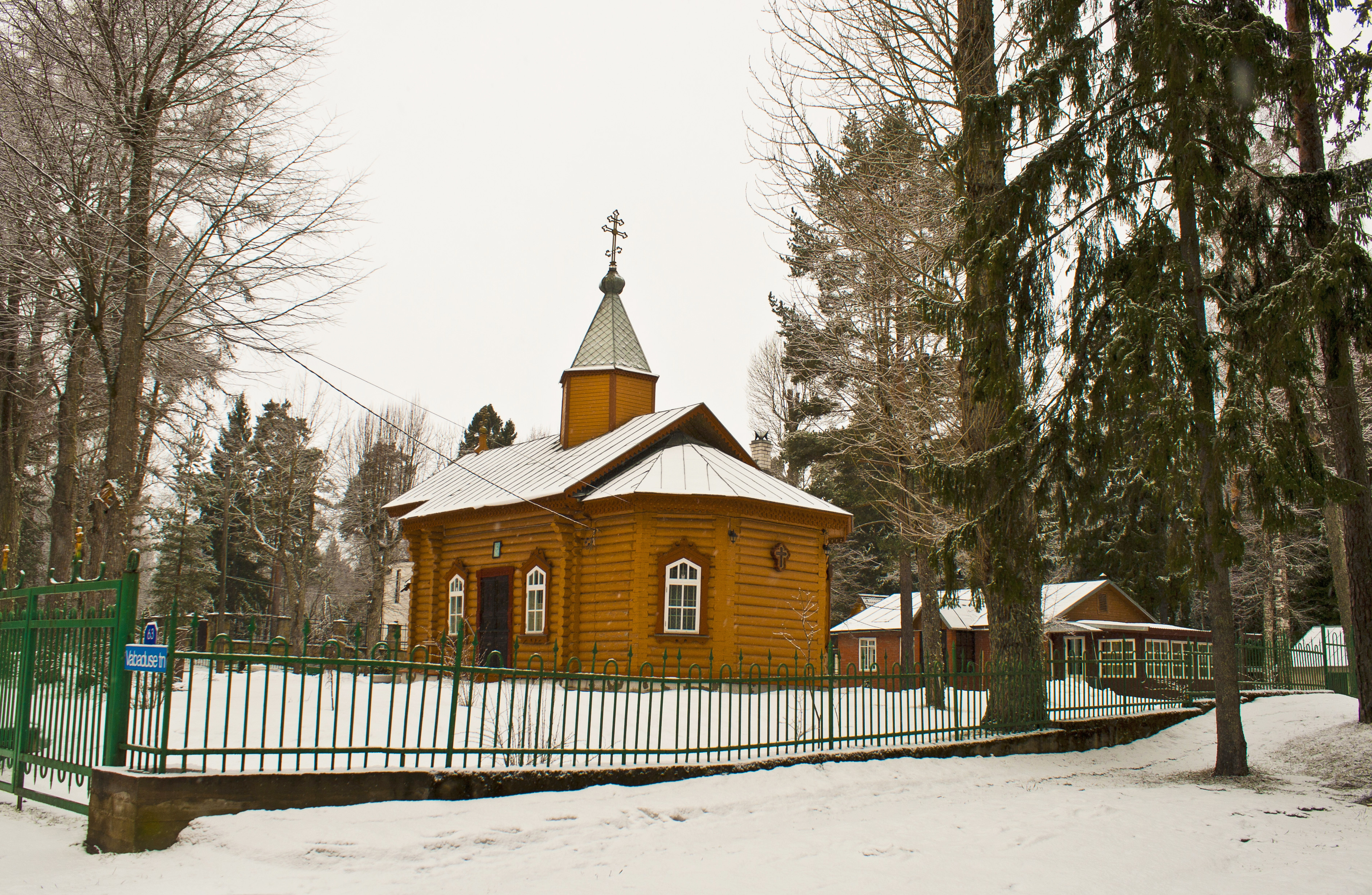
Храм Казанской иконы Божией матери в Нарва-Йыэсуу

Основан, вероятнее всего, в XIV веке как место рыболовства жителей деревни Кудрукюла. Развитию поселения способствовала активная торговля в Нарве, которая, в свою очередь, являлась морскими воротами. В начале XVI века в Нарву-Йыэсуу переместился рыбный промысел из Нарвы, о чём упоминается в 1503 году в приказе гермейстера Ливонского ордена Вальтера фон Плеттенберга: «…так как вследствие постройки крепости Ивангорода очень притесняется рыболовство, то оно с настоящего времени должно производиться при устье реки Наровы, в открытом море, и для этой цели на суше должны строиться хижины и домики для высушивания сетей и тенет». Данный приказ является первым упоминанием о Нарва-Йыэсуу. Позднее немцы стали называть посёлок Гунгербургом (нем. Hungerbirg), в период Ливонской войны он получил русское название Усть-Нарва, которое позднее было вновь заменено немецким — Гунгербург, а в 1921 году посёлок был переименован в Нарва-Йыэсуу (Narva-Jõesuu).
Существует легенда, согласно которой название «Гунгербург» посёлку присвоил царь Пётр I. В начале Северной войны он осматривал устье реки Наровы с целью сооружения здесь инженерных сооружений. Проголодавшись, он попросил у местных жителей поесть, но они были настолько бедны, что не смогли накормить царя. После чего Пётр I воскликнул: «Гунгербург!», что в переводе с немецкого означает «голодный город».
В начале Ливонской войны (1558—1583) Нарва была занята русскими войсками, и, для усиления защиты города с моря, в Усть-Нарве была построена ещё одна деревянная крепость в дополнение к уже существующим там же, на правом берегу реки Наровы. В этот период происходит экономический подъём Усть-Нарвы за счёт активизации Нарвской торговли. В 1579 году крепости были сожжены шведами и в реку вошёл шведский флот, блокировав морской путь к Нарве. С 1581 года по 1704 год город находился под властью Швеции.
Конец XVI века — первая половина XVII века характеризуется упадком Нарвской торговли и, соответственно, экономическим упадком Гунгербурга. В середине XVII века снова произошла активизация торговли с Нарвой и подъём Гунгербурга. В 1646 году в Гунгербурге был создан постоянный лоцманский пункт.
В ходе Северной войны (1700—1721) русские войска возвели в Гунгербурге укрепления и береговые батареи, которые закрыли Нарву от шведского флота. После взятия Нарвы русскими войсками произошло существенное увеличение потока торговых судов через Гунгербург.
В XIX веке значение Нарвы, а вместе с ней и Гунгербурга, как портового узла снизилось. Сказалась мелководность устьевой части Наровы. Крупные суда не могли пройти по реке, и из-за песчаного грунта Нарвского залива во время штормов суда срывало с якорных стоянок. Проводившиеся работы по обустройству русла результатов не принесли. 
В конце XIX века за счёт становления промышленности в Нарве снова увеличился транспортный поток через Гунгербург.
В 1838 году французом Жуссоном в Гунгербурге было построено первое предприятие — лесопильный завод, который прекратил своё существование в 1849 году. Петербургскими купцами Гердау и Лиддерту в Гунгербурге были открыты ещё несколько небольших предприятий по производству уксуса и красок, которые вскоре тоже прекратили своё существование.
На военно-топографических картах Российской империи 1846–1863 годов населённый пункт обозначен как Хунгербургъ.
С 1872  года, после завершения строительства Балтийской железной дороги, Гунгербург начал развиваться как дачный посёлок и курорт. Сюда устремилась знать Петербурга, Москвы, Костромы и Ярославля. Активно развивалось дачное строительство. В 1882 году был построен кургауз, который сгорел в 1910 году. В 1876 году была построена первая водолечебница, в 1902 году — вторая. В 1909 году был построен санаторий. В начале XX века в Гунгербурге был выделен лесной массив, позднее ставший парком; в 1912 году был построен новый кургауз, спроектированный известным петербургским архитектором М. С. Лялевичем. В те годы было установлено регулярное пароходное сообщение с Петербургом.
В конце XIX—начале XX века на пляже Гунгербурга вошли в моду специальные кабины, в которых купальщиков везли в море для купания, кабины были приспособлены и для переодевания. Сначала эту услугу оказывали с помощью лошадей, в дальнейшем эту услугу стали оказывать мужчины. Услуга была платной, поэтому ею пользовались только состоятельные девушки и женщины.
В 1917 году курорт получил статус посёлка, в 1934 году стал одним из районов Нарвы, в 1945 году — снова посёлком и в 1993 году получил статус города.
Во время Великой Отечественной войны посёлок был практически полностью разрушен, включая кургауз и портовые сооружения. 
В 1950—1960 годы шло восстановление курорта, были возведены пионерские лагеря, дома отдыха и санатории. Посёлок стал всесоюзной здравницей. Так же развивалась и промышленность — были построены рыбопромышленные и судоремонтные предприятия.
В 1980-е годы в Нарва-Йыэсуу ежегодно отдыхало около 20 000 человек при среднем числе жителей около 3800 человек.
В 1991 году, после провозглашения независимости Эстонии и введения визового режима с Россией, поток туристов резко уменьшился, что сказалось на экономике курорта. C 2007 года поток туристов в Нарва-Йыэсуу стал постепенно расти. Возобновилось строительство отелей.

## Туризм и достопримечательности

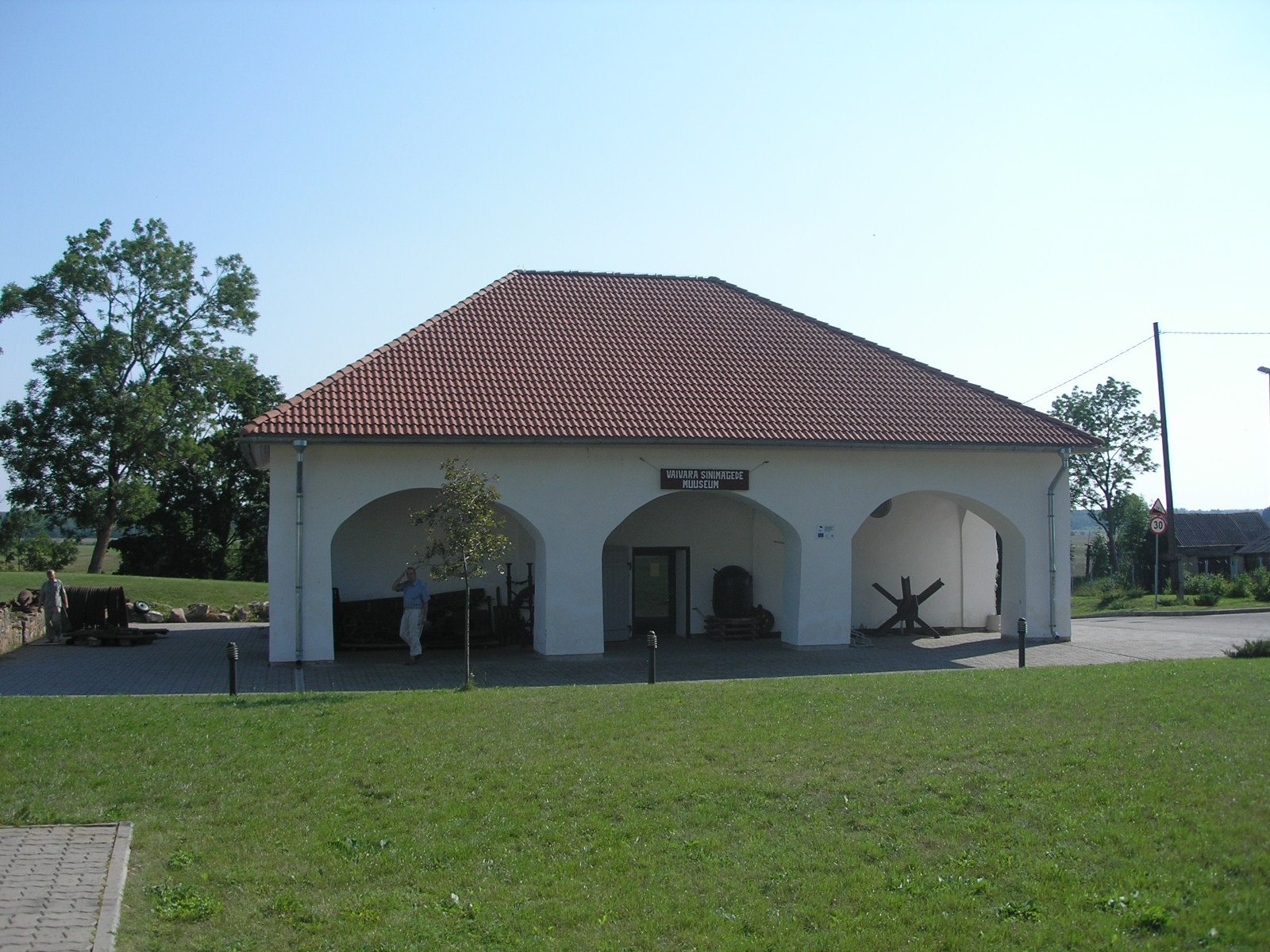
Музей Синимяэских высот в Вайвара

Нарва-Йыэсуу предлагает туристам около 400 мест размещения, в том числе в санатории «Narva-Jõesuu», хостеле «Mereranna» и в других гостиницах. Медицинские услуги оказывают только в санатории. 
Перед курортным сезоном 2008 года, весной, предприниматели из Таллина открыли в Нарва-Йыэсуу 11-этажный спа-отель «Meresuu SPA & Hotel». Другие крупные инвесторы также имеют планы по возведению туристических объектов в городе. 
В 2014 году на побережье на месте бывшего Международного туристического центра «Ноорус-Спутник» открылся спа-отель «Noorus SPA Hotel», предлагающий гостям размещение в 114 современных номерах и сервис уровня 4 звезды. В отеле располагается самый крупный в северо-восточной Эстонии водно-банный центр, включающий в себя 12 различных бань, 3 отдельных бассейна и множество джакузи. 
В 2017 году масштабная реконструкция коснулась гостиницы «Лийваранд». После ремонта она сменила своё название на «Liivarand SPA Hotel», став частью «Noorus SPA Hotel».
На ближайшие годы запланировано строительство аквапарка между отелями.
По адресу улица Рохелине 19С расположен Музей Синимяэских высот. Его экспозиция посвящена боям на реке Нарва и Синимяэских высотах 1944 года и располагается в бывших амбаре и кузнице мызы Вайвара. 
В 2 км к юго-западу от черты города находится единственный официальный нудистский пляж в Эстонии.

## Известные личности
Среди знаменитых гостей и жителей Нарва-Йыэсуу (Гунгербурга) были:
- художник И. И. Шишкин,
- писатели Н. С. Лесков, Д. Н. Мамин-Сибиряк, И. А. Гончаров, поэты Константин Случевский, Анна Ахматова, Игорь Северянин, Константин Бальмонт, Саша Чёрный, Борис Пастернак, Иосиф Бродский,
- учёные И. П. Павлов, К. А. Тимирязев, А. С. Попов, В. И. Палладин, Ю.Б. Харитон
- композиторы П. И. Чайковский, Э. Ф. Направник, С. С. Прокофьев, Д. Д. Шостакович,
- дирижёр Е.А. Мравинский,
- певцы Георг Отс и Ирина Понаровская,
- композиторы Александр Морозов, Александр Колкер и его супруга певица Мария Пахоменко,
- артист театра и кино Евгений Леонов.

## Галерея

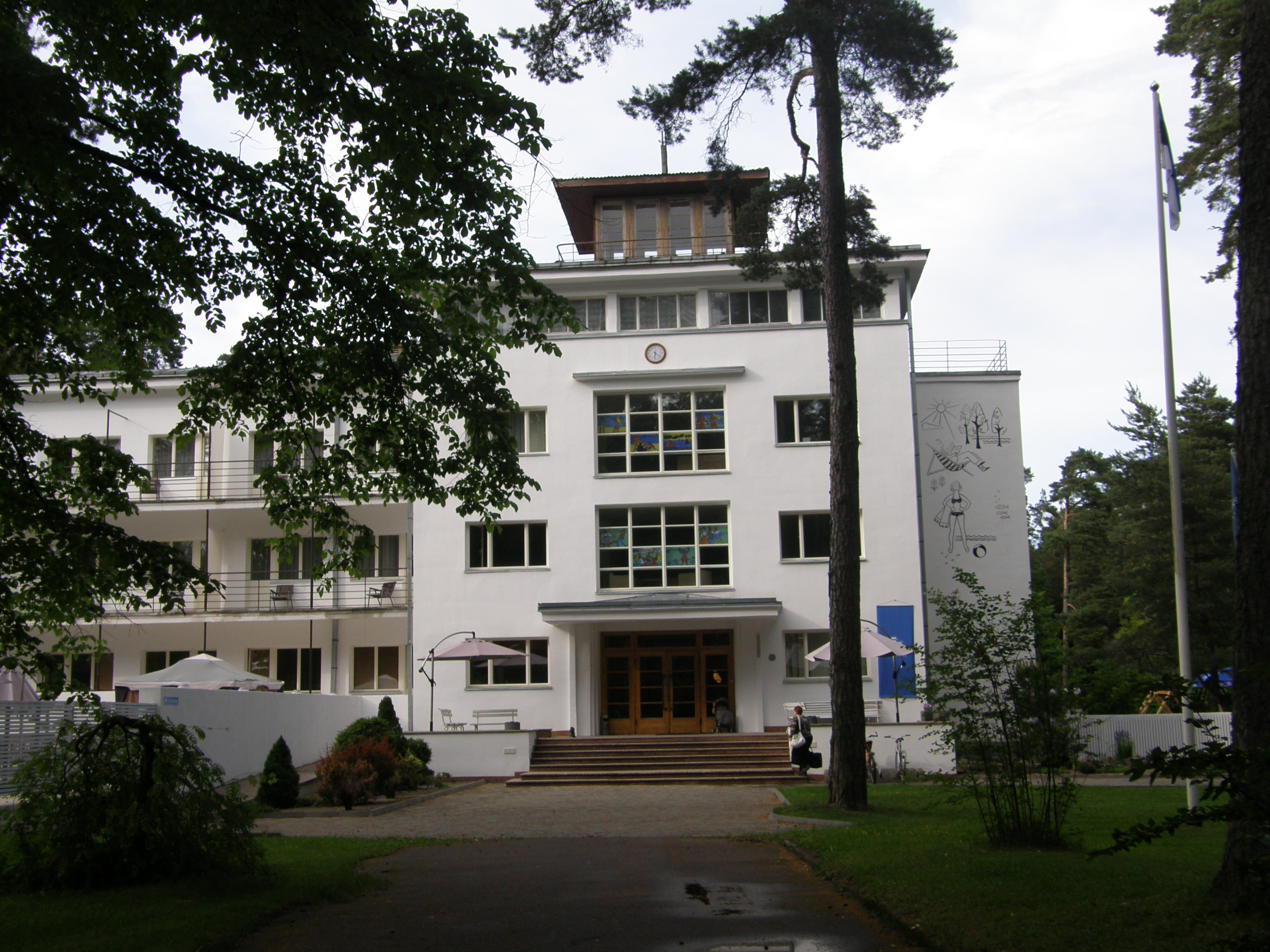
Санаторий «Нарва-Йыэсуу»
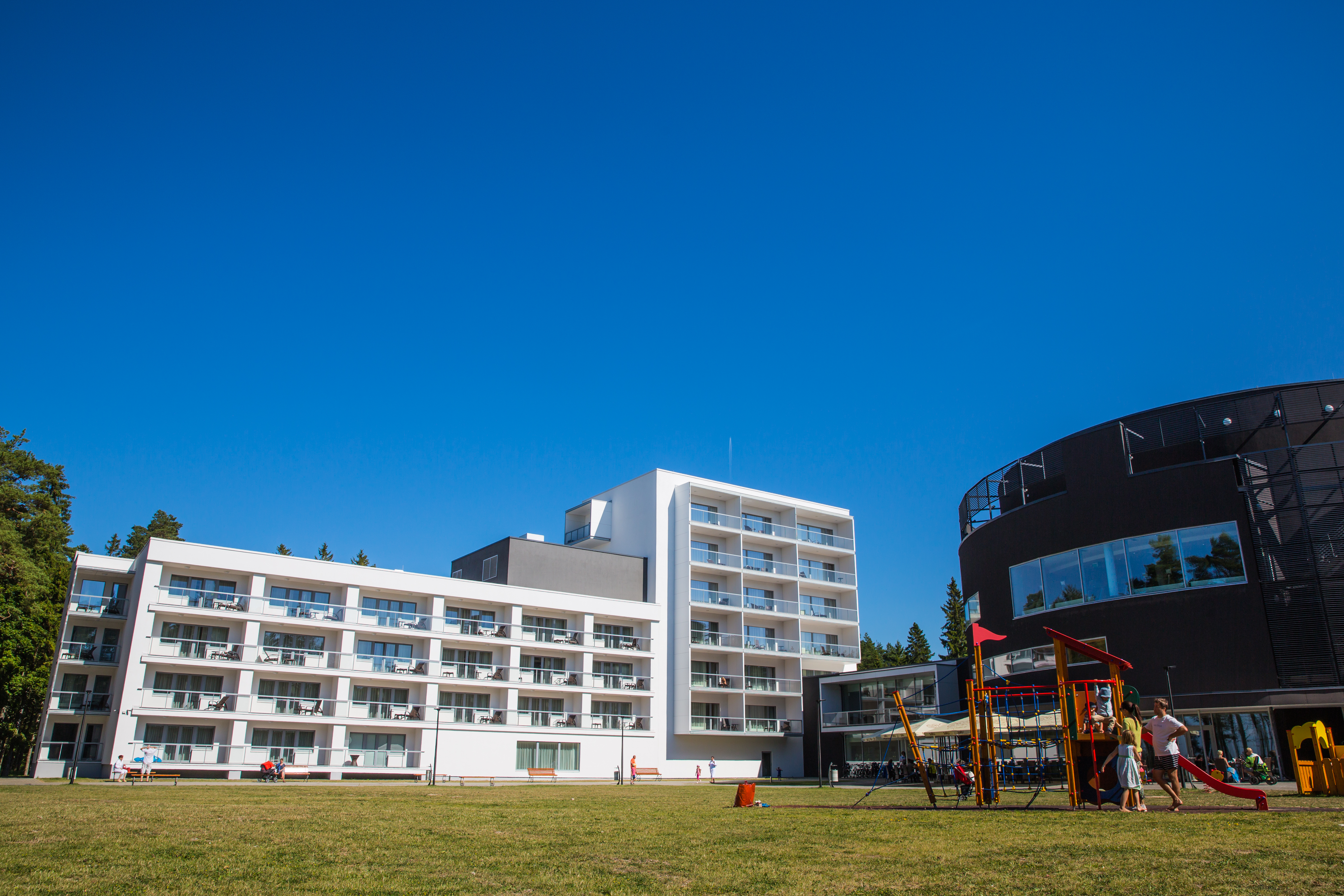
Отель «Noorus SPA»
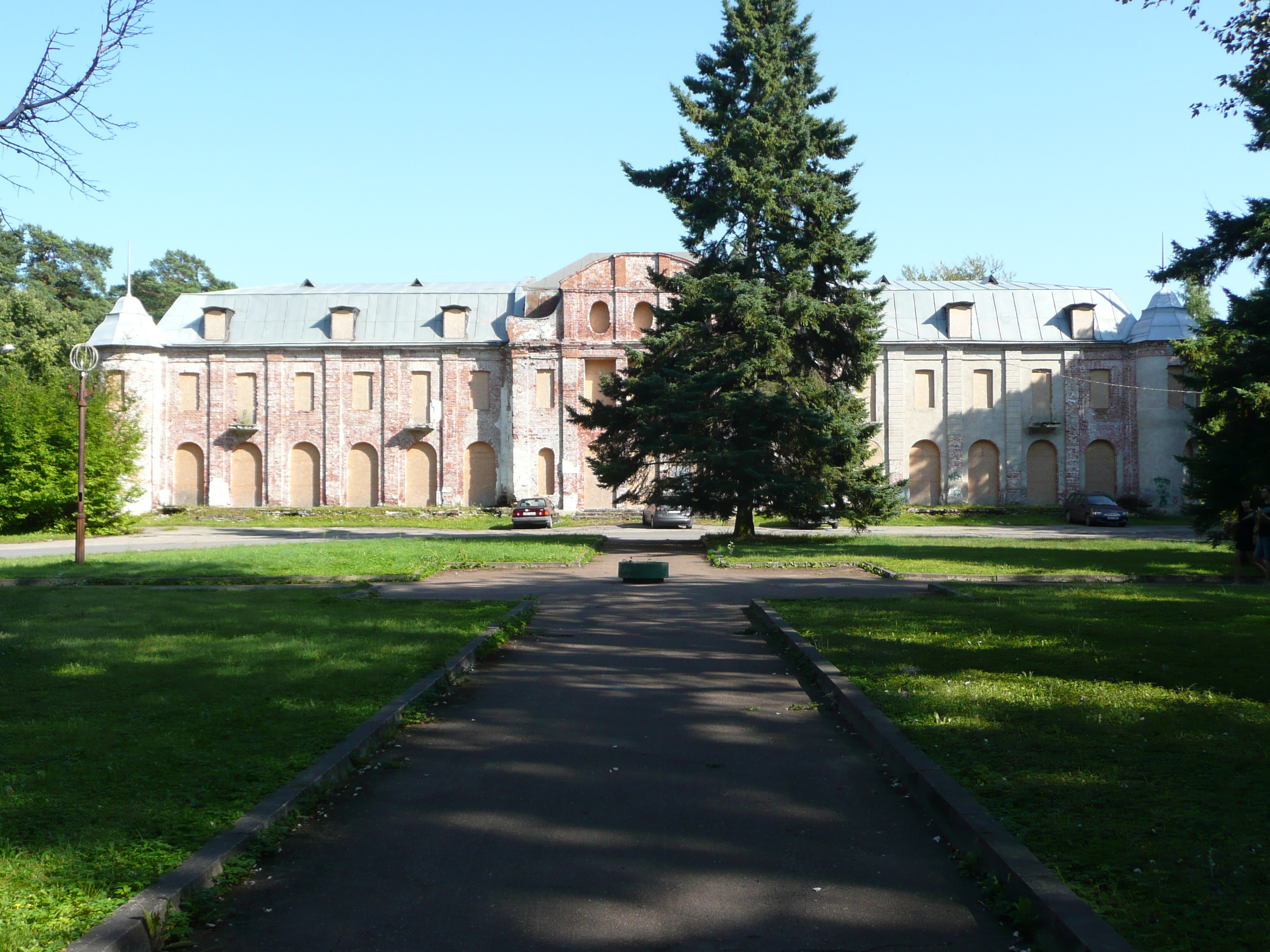
Заброшенное здание Кургауза, в советское время — дворец культуры
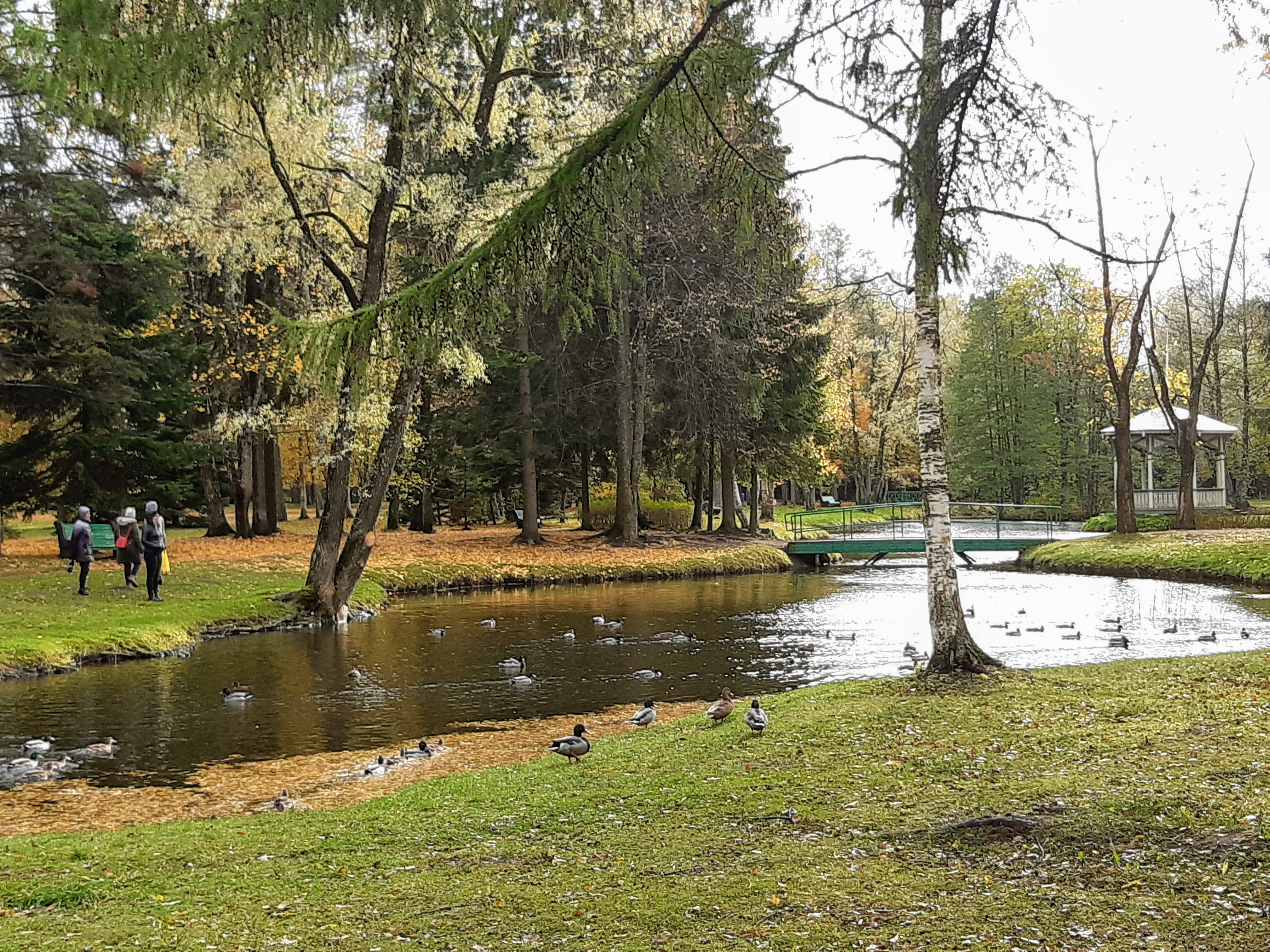
Парк Нарва-Йыэсуу
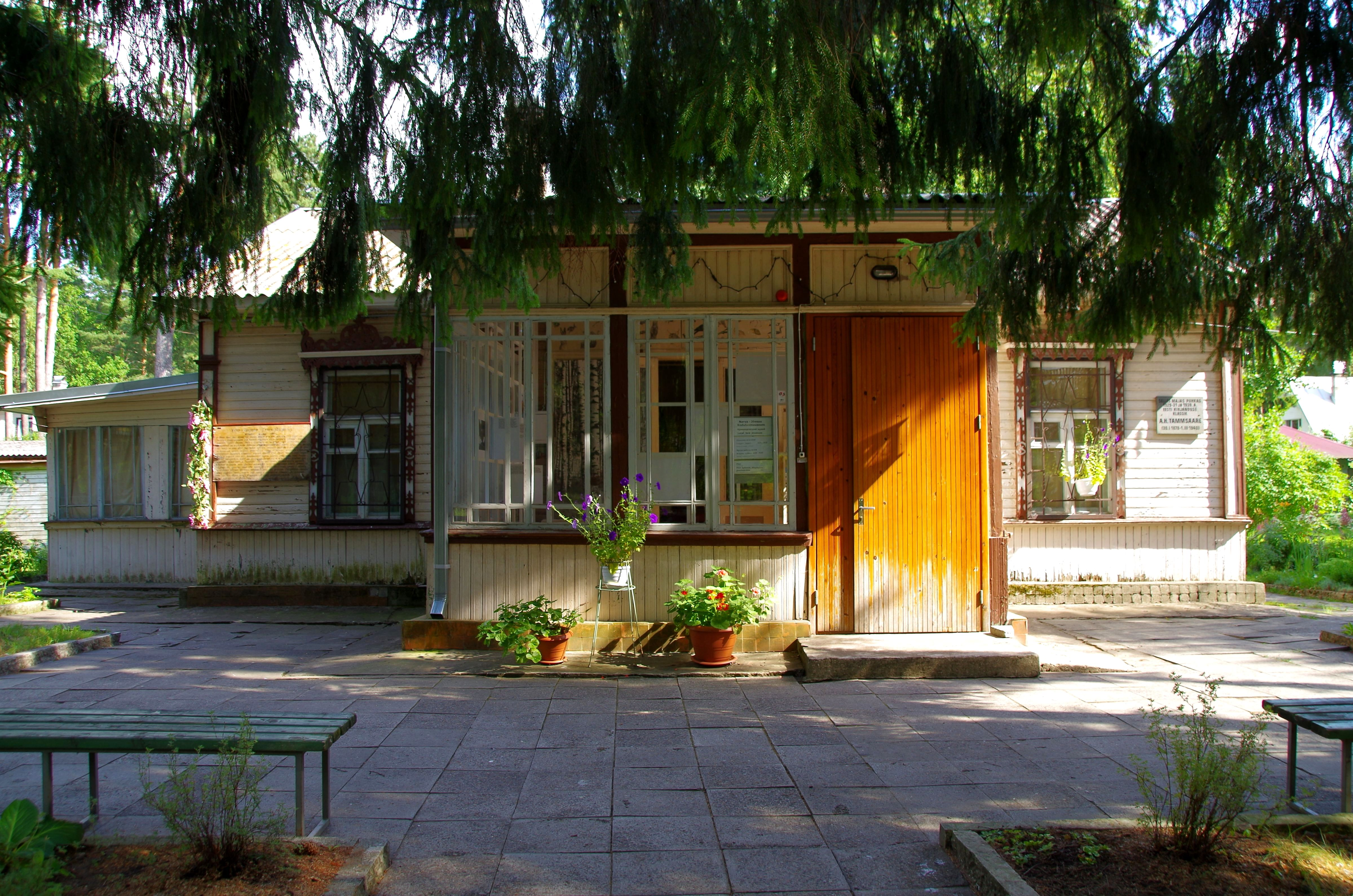
Краеведческий музей Нарва-Йыэсуу
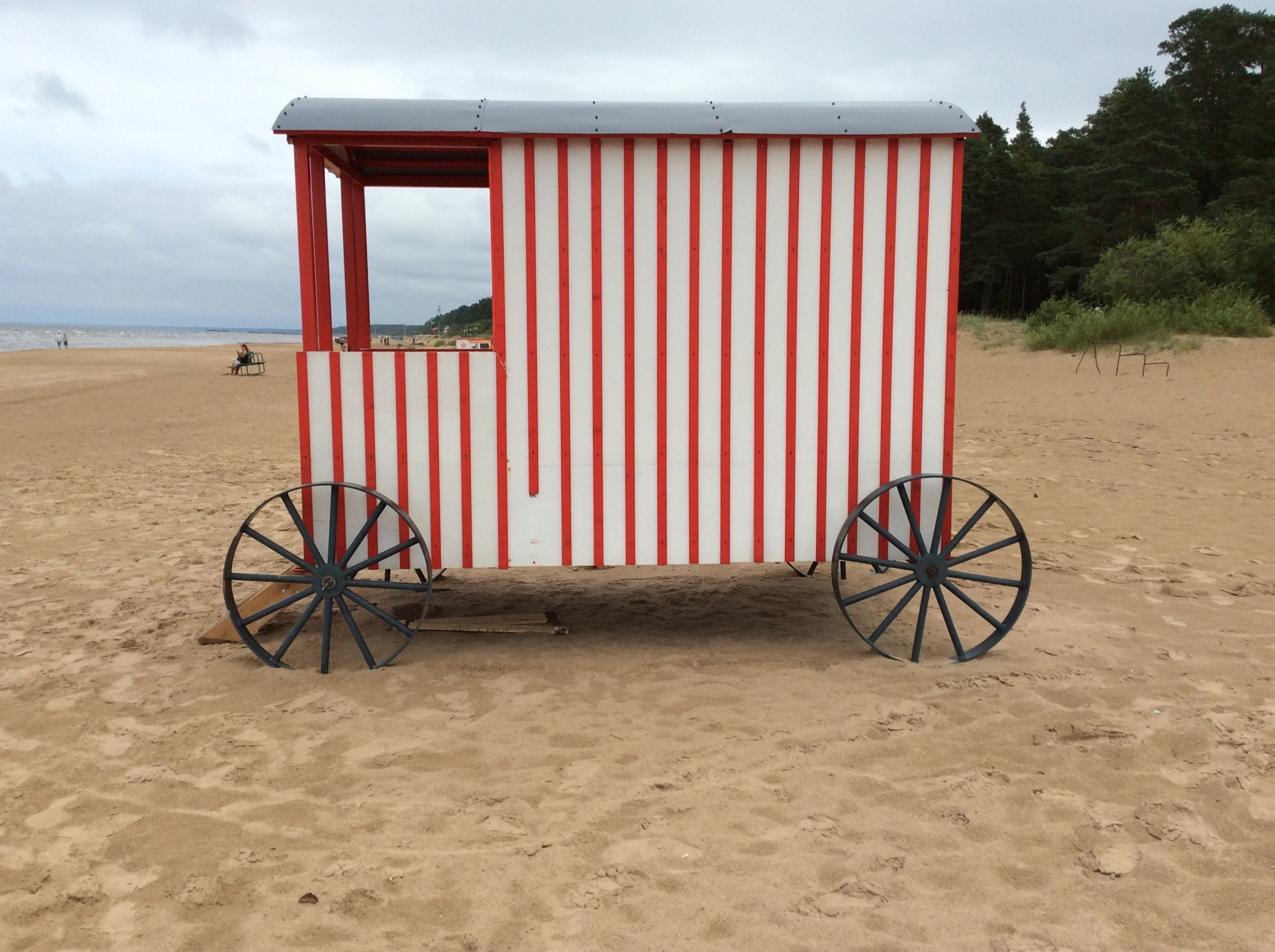
Купальная машина на пляже в Нарва-Йыэсуу
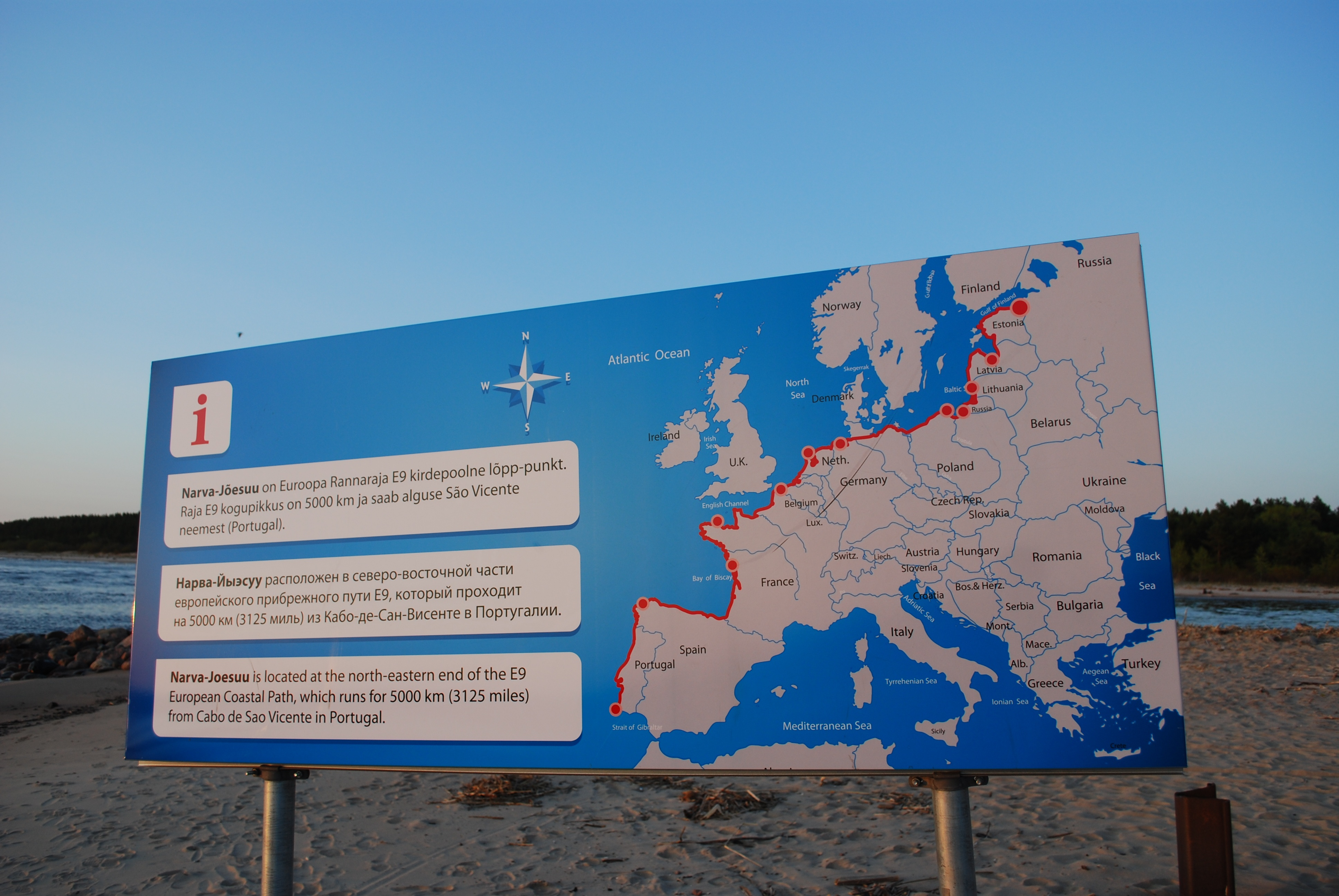
Конец европейского пути E9 в Нарва-Йыэсуу

## Комментарии
1. ↑  Эстонские топонимы, оканчивающиеся на -а, в русском языке не склоняются[25], а род получают по родовому слову, например, деревне присваивается женский род, хотя в эстонском языке нет категории рода.